# Araneus cyphoxis
Araneus cyphoxis este o specie de păianjeni din genul Araneus, familia Araneidae, descrisă de Simon, 1908.
Este endemică în Western Australia. Conform Catalogue of Life specia Araneus cyphoxis nu are subspecii cunoscute.